# Психушка (фильм)
«Психушка» (англ. Asylum) — американский фильм ужасов, выпущенный сразу на DVD 15 июля 2008 года студией «20th Century Fox Home Entertainment». Режиссёр — Дэвид Р. Эллис, снявший фильмы «Пункт назначения» и «Змеиный полёт». Главную роль сыграла Сара Ремер, известная по триллеру «Паранойя».
Слоган картины: «Однажды попав сюда, ты никогда отсюда не выйдешь» (англ. Once you're in, you can never get out).

## Сюжет
Главная героиня, студентка Мэдисон, узнаёт, что колледж, в котором она учится, был когда-то приютом для душевнобольных. Если верить университетской газете, группу ребят с тяжёлым прошлым поселили в заброшенном крыле, в котором обитают призраки, среди которых — зловещий дух кровожадного доктора, который убивает студентов тем же способом, что и своих пациентов в 1939 году.

## В ролях
- Сара Ремер — Мэдисон Макбрайд
- Джейк Максворти — Холт, любовный интерес Мэдисон
- Рэндал Симс — Элджин «Рез» Резник, куратор студентов
- Эллен Холлман — Айви, студентка, ставшая подругой Мэдисон
- Трэвис Ван Винкл — Томми, разгильдяй и шутник
- Каролина Гарсия — Майя, в прошлом была жертвой насилия со стороны своего бойфренда
- Коди Кэш — «Шнур», самый молодой из студентов, хакер
- Марк Ролстон — доктор Магнус Бёрк, садист-психиатр
- Джон Инско — Мэки, таинственный уборщик на территории кампуса
- Бен Дэниэль — Брендон Макбрайд, брат Мэдисон
- Каролайн Кент — Мэдисон в детстве
- Брэнтли Поллок — Брендон в детстве
- Кристал МакЛорен-Кони — Университетский гид
- Лин Шэй — мама «Шнура»

## Съёмки
Основная часть съёмок проходила в студ-городке «Winthrop University» в Рок-Хилл в Южной Каролине. Часть названий заведений сменили на время съёмок картины:
- «Winthrop University» переименовали в «Richard Miller University».
- «Tillman Hall» сменили на «Tagert Hall».
- «Tillman Hall» на «Burke Asylum, Public Institute for the Young» в сценах флэшбэков.
- Участок «Winthrop Police» исполнил роль «Richard Miller University».

Но официальные цвета университета — гранатовый и золотой — были сохранены.

## Релиз

### Кассовые сборы
При бюджете в $11 млн общие кассовые сборы составили $69 290 289.

### Критика
Картина получила крайне негативные отзывы со стороны критиков и зрителей. Местная газета «The Herald of Rock Hill» назвала картину «неоригинальной, утомляющей и нелепой. […] В сценарии нет тонкости, оригинальных идей и ничего такого, что выделяло бы картину из десятка подобных с того момента, как Уэс Крейвен снял свой „Крик“ больше 10 лет назад».

### Выход в России
В отличие от США, картина вышла в России в ограниченный кино-прокат 24 июля 2008 года. Также кино-релиза фильм удостоился в Филиппинах и Таиланде.